# Saul Kent
Saul Kent (ur. 18 lipca 1939, zm. 26 maja 2023) – działacz w dziedzinie przedłużania życia, współzałożyciel Life Extension Foundation, dużego koncernu produkującego suplementy dietetyczne, i propagator badań nad zapobieganiem starzeniu się. Promuje także krionikę, i jest członkiem zarządu w organizacji krionicznej Alcor Life Extension Foundation (bez związku z Life Extension Foundation).

## Działalność w organizacjach
Kent został aktywistą krionicznym w czasie nauki w college'u, po usłyszeniu audycji Roberta Ettingera, a następnie przeczytaniu książki Ettingera The Prospect of Immortality (Perspektywa nieśmiertelności) wkrótce po jej ukazaniu się w 1964. Kent przyczynił się do utworzenia nowojorskiej filii Evana Coopera Life Extension Society (LES).
Kent i inni zrezygnowali ze współpracy z LES, kiedy Cooper odmówił podania nowojorskiej grupie nazwisk i adresów nowojorczyków, którzy skontaktowali się z Cooperem. W sierpniu 1965 Saul Kent, prawnik Curtis Henderson oraz projektant przemysłowy Karl Werner postanowili utworzyć nową organizację. Na spotkaniu założycielskim Karl Werner ukuł termin "krionika", a nowa organizacja zyskała nazwę Cryonics Society of New York (CSNY) (Nowojorskie Stowarzyszenie Krioniczne). W 1966 CSNY zaczęło wydawać czasopismo Cryonics Reports, którego Saul Kent był redaktorem.
Od połowy lat 60. do 1980 Saul Kent pisał artykuły i książki, prowadził konferencje, udzielał wywiadów dla mediów na temat możliwości wydłużenia ludzkiego życia przy zachowaniu dobrego zdrowia oraz badań naukowych w tym kierunku. W tym okresie opublikował dwie książki: Future Sex oraz The Life-Extension Revolution. Jego trzecia książka, Your Personal Life Extension Program, została wydana w 1985.
W 1980, Kent założył Life Extension Foundation, organizację członkowską, która informuje o najnowszych postępach nauki w dziedzinie przedłużania życia, sprzedaje suplementy dietetyczne, i finansuje badania nad przedłużaniem życia poprzez fundowanie stypendiów naukowcom na uniwersytetach i wspieranie początkujących firm zajmujących się biotechnologią.
Kent jest także zaangażowany w projekt Timeship, który ma na celu zbudowanie wyjątkowej placówki, zaprojektowanej przez architekta Stephena Valentine. Ma ona mieścić firmy prowadzące badania nad przedłużaniem życia i reanimacją oraz zapewnić długoterminową opiekę pacjentom poddanym krioprezerwacji.
Jest także dyrektorem i współzałożycielem Biomarker Pharmaceuticals, Inc.
W 2000 Kent wystąpił w telewizyjnym serialu dokumentalnym Errola Morrisa First Person, gdzie prezentował swoje przekonania i motywacje, oraz omawiał krioprezerwację głowy swojej matki Dory Kent, mającą na celu przywrócenie do życia jej mózgu w przyszłości.